# Torrie Malik
Pour les articles homonymes, voir Malik.
Torrie Malik, née le 3 avril 2004 à Redhill, est une joueuse professionnelle de squash qui représente l'Angleterre. Elle atteint la 43e place mondiale en mars 2025, son meilleur classement. Ses frères Curtis, Perry, Bailey et Heston sont aussi joueurs professionnels,.

## Biographie
Torrie Malik a déjà remporté le titre de championne d'Angleterre ou de Grande-Bretagne dans toutes les catégories d'âge chez les jeunes. Elle commence à jouer régulièrement sur le PSA World Tour en 2021 et y a remporté huit tournois jusqu'à présent.

## Palmarès

### Titres
- Championnats d'Europe par équipes : 2025

### Finales
- Nash Cup 2024